# 아메데오 아마데이
아메데오 아마데이(이탈리아어: Amedeo Amadei ameˈdɛːo amaˈdɛi[*]; 1921년 7월 26일~ 2013년 11월 24일)는 이탈리아의 전 프로 축구 선수이자 감독으로, 현역 시절 스트라이커로 활약했다.
아마데이가 2013년에 영면에 든 후, 그는 로마 명예의 전당에 처음으로 헌액된 11명의 명단에 이름을 올렸다. 빠르고 강인한 공격수로 공을 잘 다루는 아마데이는 이탈리아의 역대 최고 스트라이커로 손꼽힌다. 아마데이는 중원에서 공을 몰며 쇄도하여 상대 수비의 공간을 찾는 것은 물론 골 결정력이 뛰어나고, 공중에서 곡예사같은 기교와 정확한 뜬공 처리로 중앙 공격수로서 특화되었다. 현역 시절 내내 로마의 주축 선수로 활약한 지지자는 그를 "로마의 제8대 왕"으로 수식했다.

## 구단 경력
아마데이는 로마 근교의 프라스카티에서 제빵사 아들 출신이었기에 별칭이 "꼬마 제빵사"(Fornaretto)였다. 그는 1937년 5월 2일에 불과 15세 280일(세리에 A 역사상 최연소로 신고식을 치른 선수. 이 기록은 위스돔 아메이가 2021년 5월 12일에 경신했다)에 2-2로 비긴 피오렌티나전에서 프로 무대 신고식을 치렀다. 1주 후, 그는 1937년 5월 9일에 1-5로 패한 루케세와의 경기에서 득점을 올려 이 부문에서도 세리에 A 역대 최연소 기록을 세우고 있고, 현재까지도 경신되지 않고 있다. 그는 세리에 B의 아탈란타를 비롯해 인테르나치오날레와 나폴리에서도 뛰었다. 그는 1941-42 시즌에 로마의 사상 첫 리그 우승에 일조했다. 그는 로마 소속으로 이탈리아 1부 리그에서 386번의 경기에 출전해 101골을 기록했고, 코파 이탈리아에서는 18번의 경기에서 11골을, 1944년 이탈리아 북부 리그에서느 8번의 경기에서 16골을, 1945-46 시즌 "전후" 이탈리아 리그에서는 34번의 경기에 출전해 15골을 기록했다. 그는 현역 시절을 통틀어 세리에 A 무대에서 423번의 경기에 출전해 174골을 기록했고, 총 508번의 리그 경기에서 209골을 기록했다.

## 국가대표팀 경력
아마데이는 1949년부터 1953년까지 이탈리아 국가대표팀에서 13번의 경기에 출전해 7골을 기록했다. 그는 1949년 3월 27일에 3-1로 이긴 스페인과의 산티아고 베르나베우 원정 경기에서 국가대표팀 첫 경기를 치러 이탈리아의 3번째 골이자 쐐기골을 작렬했다. 이듬해, 그는 이탈리아 선수단 일원으로 1950년 월드컵에 참가해 2-0으로 이긴 파라과이전에서 1경기 출전했다.

## 감독 경력
1956년에 현역에서 은퇴한 아마데이는 그가 은퇴했던 나폴리의 감독을 역임했다. 그는 이후 루케세와 이탈리아 여자 국가대표팀을 지휘했다.

## 수상

### 클럽
로마
- 세리에 A: 1941–42

### 개인
- 황금 파종자상: 1957–58[7]
- 로마 명예의 전당: 2012[5]
- 이탈리아 축구 명예의 전당: 2018[15]

## 내용주
1. 1 2  일부 출처에서는 216경기 출전 100골로 기록되어 있는데, 이는 1945-46 시즌 "전후" 이탈리아 리그에서 34경기 출전 15골 기록이 한 시즌 동안 세리에 A와 세리에 B에 소속된 구단들이 통합 리그를 펼쳐 세리에 A 기록으로 인정받을 수 있는지에 대한 논란에서 나왔기 때문이었다.[1][2]